# 宮城勢治
宮城 勢治（みやしろ せいじ、1947年（昭和22年）1月15日 - ）は、日本の工学者。元徳島工業短期大学学長。元阿南工業高等専門学校教授。
横浜国立大学工学部機械工学科卒業。アーヘン工科大学大学院機械学機械工学修了。徳島県出身。

## 経歴
徳島県出身。1970年（昭和45年）、横浜国立大学工学部機械工学科を卒業。1972年（昭和47年）に横浜国立大学工学部助手に就任。1977年（昭和52年）、アーヘン工科大学大学院機械学機械工学を修了。同年、阿南工業高等専門学校の教授に就任。
2013年（平成25年）、徳島工業短期大学の学長に就任。これまでに日本機械学会、応用物理学会、日本航空宇宙学会、日本自動車技術会、レーザー学会、可視化情報学会、日本液体微粒化学会などに所属。また2019年（令和元年）には竹を細かく砕いた粉を燃料として使う「竹粉エンジン」（4馬力）を徳島工業短期大学と阿南工業高等専門学校の共同で宮城がリーダーとなり開発した。

## 著書
- 『衝撃波の可視化に必要な瞬間光源』（1995年、シュプリンガーフェアラーク東京）